# Exile (banda japonesa)
Exile (エグザイル, Eguzairu) é uma banda japonesa de J-Pop de 19 membros. Entre outros singles, gravaram uma canção chamada "Scream" com a banda japonesa de pop rock Glay.

## Membros

### Ex-dançarinos
- EXILE HIRO, (Hiroyuki Igarashi (五十嵐 広行, Igarashi Hiroyuki) 1 de junho de 1969) – Líder da banda; aposentou-se como dançarino do grupo em 31 de dezembro de 2013, mas atualmente trabalha como produtor e manager; substituído por Sekai, Sato Taiki, Iwata Takanori, Sekiguchi Mandy e Shirahama Alan.
- EXILE MAKIDAI, (Daisuke Maki (眞木 大輔, Maki Daisuke), 27 de outubro de 1975) – Aposentou-se como dançarino do grupo em 31 de dezembro de 2015. Atua também como DJ de PKCZ.
- Toshio Matsumoto (MATSU), (Toshio Matsumoto (松本 利夫, Matsumoto Toshio), 27 de Maio de 1975) – Aposentou-se como dançarino do grupo em 31 de dezembro de 2015.
- EXILE ÜSA, (Yoshihiro Usami (宇佐美 吉啓, Usami Yoshishiro), 2 de fevereiro de 1977) – Aposentou-se como dançarino do grupo em 31 de dezembro de 2015. Atua também como dançarino de Dance Earth Party.

### Dançarinos
- EXILE AKIRA, (Ryōhei Kurosawa (黒沢 良平, Kurosawa Ryōhei), 23 de agosto de 1981) – Foi membro do Rather Unique e juntou-se ao grupo em 2006. Também membro do Exile The Second.
- Kenchi Tachibana (KENCHI), (Ken'ichirō Teratsuji (寺辻 健一郎, Teratsuji Kenichirou), 28 de setembro de 1979) –  Também membro do Exile The Second.
- Keiji Kuroki (KEIJI),(Keiji Kuroki (黒木 啓司, Kuroki Keiji), 21 de janeiro de 1980) – Também membro de Exile The Second.
- EXILE TETSUYA, (Tetsuya Tsuchida (土田 哲也, Tsuchida Tetsuya), 18 de fevereiro de 1981) – Também membro de Exile The Second.
- EXILE NAOTO, (Naoto Kataoka (片岡 直人, Kataoka Naoto), 30 de agosto de 1983) – Também membro de J Soul Brothers III.
- Naoki Kobayashi (NAOKI), (Naoki Kobayashi (小林 直己, Kobayashi Naoki), 10 de novembro de 1984) – Também membro de J Soul Brothers III.
- Sekai, (Sekai Yamamoto (山本 世界, Yamamoto Sekai), 21 de fevereiro de 1991) – Dançarino escolhido durante a "Exile Performer Battle Audition". Também membro de Fantastics.
- Taiki Sato, (Taiki Satō (佐藤 大樹, Satō Taiki), 25 de janeiro de 1995) – Dançarino escolhido durante a "Exile Performer Battle Audition". Também membro de Fantastics.
- Takanori Iwata, (Takanori Iwata (岩田 剛典, Iwata Takanori), 6 de março de 1989) – Dançarino escolhido durante a "Exile Performer Battle Audition". Também membro doJ Soul Brothers III.
- Mandy Sekiguchi, (Mandy Sekiguchi (関口 メンディー, Sekiguchi Mendy), 25 de janeiro de 1991) – Dançarino escolhido durante a "Exile Performer Battle Audition". Também membro de Generations.
- Alan Shirahama, (Alan Shirahama (白濱 亜嵐, Shirahama Alan), 4 de Agosto de 1993) – Dançarino escolhido durante a "Exile Performer Battle Audition". Também membro de Generations.

### Vocalistas
- EXILE ATSUSHI, Atsushi Satō (佐藤 篤志, Satō Atsushi), 30 de Abril de 1980)
- EXILE TAKAHIRO, (Takahiro Tasaki (田崎 敬浩, Tasaki Takahiro), 8 de dezembro de 1984) – O novo vocalista escolhido para substituir Shun durante a "Exile Vocal Battle Audition 2006: Asian Dream". Atua também como vocalista da banda Ace of Spades.

### Vocalistas e dançarinos
- EXILE NESMITH, (Nesmith Ryuta Karimu (ネスミス・竜太・カリム, Nesumisu Ryuta Karimu) 1 de agosto de 1983) – Também membro de Exile The Second.
- EXILE SHOKICHI, (Shokichi Yagi (八木 将吉, Yagi Shokichi), 3 de outubro de 1985) – Também membro de Exile The Second.

### Membros antigos
- SHUN, (Shunsuke Kiyokiba (清木場 俊介, Kiyokiba Shunsuke) 11 de janeiro de 1980) – Atualmente trabalha com uma carreira solo sob o nome Shunsuke Kiyokiba

## Histórico
Em 1991 HIRO cria um grupo de dança nomeado "Japanese Soul Brothers". Em 1999 HIRO juntamente com MATSU, USA, MAKIDAI e SASA forma o grupo J Soul Brothers, que em 2001, com a saída de SASA e entrada dos novos vocalistas ATSUSHI e SHUN muda o nome para EXILE.

### 1ª Geração
Em 27 de Setembro de 2001, EXILE marca a estreia com o single "Your Eyes Only: Aimai na boku no rinkaku". Em 3 de Dezembro de 2003 é lançado o 3º álbum do grupo "EXILE ENTERTAINMENT" que atinge a marca de 1 milhão de cópias vendidas. Em 29 de Março de 2006 SHUN sai do grupo para poder focar na carreira solo.

### 2ª Geração
Convidado pelos membros, AKIRA entra no grupo em 6 de Junho de 2006. No mesmo ano é realizado o torneio "EXILE VOCAL BATTLE AUDITION" para encontrar um substituto do SHUN. No torneio TAKAHIRO sai como vencedor e entra para o grupo em 22 de junho, dando início à segunda geração de EXILE. Em 2008 eles se tornam o artista japonês com maior venda musical no ano, segundo pesquisa da Oricon.

### 3ª Geração
Em 1 de Março de 2009, é anunciado que os então membros do (segundo) J Soul Brothers (KENCHI, KEIJI, TETSUYA. NESMITH, SHOKICHI, NAOTO e NAOKI) entram para o EXILE, dando início à terceira geração do grupo. Em 27 de Setembro de 2013, juntamente com o lançamento de "EXILE PRIDE: Konna sekai wo aisuru tame ni", HIRO anuncia a sua aposentadoria como dançarino do grupo no final do ano. No dia 31 de Dezembro de 2013, HIRO se apresenta com o grupo pela última vez no programa "64º Kouhaku Uta Gassen".

### 4ª Geração
Para encontrar substitutos de HIRO, em 27 de Abril de 2014 é realizado o torneio "EXILE PERFORMER BATTLE AUDITION" em que saem vencedores Takanori Iwata, Alan Shirahama, Mandy Sekiguchi, Sekai e Taiki Sato, que entram para o grupo dando início à quarta geração. Em 22 de Junho de 2015 os membros ÜSA (USA), Toshio Matsumoto (MATSU) e MAKIDAI anunciam que vão se aposentar como dançarinos no grupo no final do ano, assim como HIRO. No dia 31 de Dezembro de 2015, os três citados se apresentam pela última vez como EXILE no programa "CDTV Special! Toshikoshi Premium Live 2015-2016". Em 31 de Agosto de 2016, ATSUSHI anuncia que vai se mudar para o exterior para aprender mais sobre a música, com isso é anunciado que o grupo ficaria inativo até 2018, ano em que ele volta.
Em 25 de julho de 2018, lançaram o álbum Star of Wish.

## Prêmios e indicações
| Ano  | Prêmio                                      | Categoria nomeada                               | Obra premiada                                       |
| ---- | ------------------------------------------- | ----------------------------------------------- | --------------------------------------------------- |
| 2001 | 34º Japan Cable Awards (Nihon Yūsen Taishō) | Prêmio Musical a Cabo                           | Your eyes only ~Aimai na Boku no Rinkaku~           |
| 2003 | 36º Japan Cable Awards (Nihon Yūsen Taishō) | Melhor Música a Cabo                            | Choo Choo TRAIN                                     |
| 2003 | 45º Japan Record Award                      | Prêmio de Ouro                                  | Together                                            |
| 2003 | MTV Video Music Awards Japan                | Melhor Performance Ao Vivo                      | -                                                   |
| 2004 | 18º Japan Gold Disc Award                   | Álbum do ano Rock & Pop                         | EXILE ENTERTAINMENT                                 |
| 2004 | 37º Japan Cable Awards (Nihon Yūsen Taishō) | Cantor mais requisitado                         | -                                                   |
| 2004 | 37º Japan Cable Awards (Nihon Yūsen Taishō) | Melhor Música a Cabo                            | HEART of GOLD                                       |
| 2004 | 37º Best Hits Kayosai                       | Melhor Pop                                      | (Vencedor)                                          |
| 2004 | 46º Japan Record Award                      | Prêmio de Ouro                                  | Carry On                                            |
| 2004 | MTV Video Music Awards Japan                | Álbum do Ano                                    | Exile Entertainment                                 |
| 2005 | 19º Japan Gold Disc Award                   | Álbum do ano Rock & Pop                         | HEART of GOLD                                       |
| 2005 | 38º Best Hits Kayosai                       | Melhor Pop                                      | (Vencedor)                                          |
| 2005 | MTV Video Music Awards Japan                | Melhor Vídeo de Grupo                           | Carry On                                            |
| 2005 | MTV Video Music Awards Japan                | Melhor Vídeo Pop                                | Carry On                                            |
| 2005 | MTV Video Music Awards Japan                | buzzASIA Japan                                  | Real World                                          |
| 2006 | 20º Japan Gold Disc Award                   | Álbum do ano Rock & Pop                         | SINGLE BEST                                         |
| 2006 | 20º Japan Gold Disc Award                   | Álbum do ano Rock & Pop                         | PERFECT BEST                                        |
| 2006 | 20º Japan Gold Disc Award                   | Música do Ano                                   | Tada... Aitakute                                    |
| 2006 | 20º Japan Gold Disc Award                   | Música do Ano                                   | Scream (Glay x Exile)                               |
| 2006 | 48º Japan Record Award                      | Prêmio Especial                                 | Won't be long (Exile & Kumi Koda)                   |
| 2006 | MTV Video Music Awards Japan                | Melhor Colaboração                              | Scream (Glay x Exile)                               |
| 2007 | 21º Japan Gold Disc Award                   | Os 10 Melhores Álbuns                           | Asia                                                |
| 2007 | 49º Japan Record Award                      | Melhor Cantor                                   | Toki no Kakera (Vencedor)                           |
| 2007 | 49º Japan Record Award                      | Prêmio de Ouro                                  | Toki no Kakera (Vencedor)                           |
| 2007 | MTV Video Music Awards Japan                | Melhor Vídeo de Grupo                           | Lovers Again (Vencedor)                             |
| 2008 | 22º Japan Gold Disc Award                   | Artista do Ano                                  | (Vencedor)                                          |
| 2008 | 22º Japan Gold Disc Award                   | Álbum do Ano                                    | EXILE LOVE                                          |
| 2008 | 22º Japan Gold Disc Award                   | Os 10 melhores Álbuns                           | EXILE EVOLUTION                                     |
| 2008 | 22º Japan Gold Disc Award                   | Os 10 melhores Álbuns                           | EXILE LOVE                                          |
| 2008 | 22º Japan Gold Disc Award                   | Os Melhores Vídeos Musicais                     | EXILE LIVE TOUR 2007 EXILE EVOLUTION                |
| 2008 | 22º Japan Gold Disc Award                   | 5 Melhores Truetones                            | Lovers Again                                        |
| 2008 | 22º Japan Gold Disc Award                   | 5 Melhores Truetones Completos                  | Lovers Again                                        |
| 2008 | 22º Japan Gold Disc Award                   | 5 Melhores Músicas em Streaming para Computador | Lovers Again                                        |
| 2008 | 41º Japan Cable Awards (Nihon Yūsen Taishō) | Prêmio Japan Cable Awards                       | Ti Amo (Vencedor)                                   |
| 2008 | 41º Japan Cable Awards (Nihon Yūsen Taishō) | Melhor Música a Cabo                            | Ti Amo (Vencedor)                                   |
| 2008 | 41º Japan Cable Awards (Nihon Yūsen Taishō) | Cantor Mais Requisitado                         | (Vencedor)                                          |
| 2008 | 41º Best Hits Kayosai                       | Melhor Artista                                  | (Vencedor)                                          |
| 2008 | 50º Japan Record Award                      | Prêmio Japan Record Award                       | Ti Amo (Vencedor)                                   |
| 2008 | 50º Japan Record Award                      | Melhores Obras                                  | Ti Amo (Vencedor)                                   |
| 2008 | MTV Video Music Awards Japan                | Vídeo do Ano                                    | I Believe (Vencedor)                                |
| 2008 | MTV Video Music Awards Japan                | Álbum do Ano                                    | Exile Love (Vencedor)                               |
| 2008 | MTV Video Music Awards Japan                | Melhor Música de Karaokê                        | Toki no Kakera                                      |
| 2009 | 23º Japan Gold Disc Award                   | Artista do Ano                                  | (Vencedor)                                          |
| 2009 | 23º Japan Gold Disc Award                   | Álbum do Ano                                    | Exile Ballad Best (Vencedor)                        |
| 2009 | 23º Japan Gold Disc Award                   | Os 10 melhores Álbuns                           | Exile Entertainment Best                            |
| 2009 | 23º Japan Gold Disc Award                   | Os 10 melhores Álbuns                           | Exile Catchy Best                                   |
| 2009 | 23º Japan Gold Disc Award                   | Os 10 melhores Álbuns                           | Exile Ballad Best                                   |
| 2009 | 23º Japan Gold Disc Award                   | 5 Melhores Truetones                            | Ti Amo                                              |
| 2009 | 23º Japan Gold Disc Award                   | 5 Melhores Truetones Completos                  | Ti Amo                                              |
| 2009 | 42º Best Hits Kayosai                       | Melhor Artista                                  | (Vencedor)                                          |
| 2009 | 51º Japan Record Award                      | Prêmio Japan Record Award                       | Someday (Vencedor)                                  |
| 2009 | 51º Japan Record Award                      | Melhores Obras                                  | Someday (Vencedor)                                  |
| 2009 | MTV Video Music Awards Japan                | Vídeo do Ano                                    | Ti Amo (Chapter 2) (Vencedor)                       |
| 2009 | MTV Video Music Awards Japan                | Melhor Vídeo de Grupo                           | Ti Amo (Chapter 2) (Vencedor)                       |
| 2009 | MTV Video Music Awards Japan                | Melhor Coreografia MTV                          | -                                                   |
| 2009 | Billboard Japan Music Awards                | Artista do Ano                                  | (Vencedor)                                          |
| 2009 | Billboard Japan Music Awards                | Álbum do Ano                                    | Exile Ballad Best (Vencedor)                        |
| 2009 | Billboard Japan Music Awards                | Melhores Artistas Pop                           | -                                                   |
| 2009 | Space Shower Music Awards                   | Melhor história de Video                        | Ti Amo (Vencedor)                                   |
| 2010 | 24º Japan Gold Disc Award                   | 5 melhores Álbuns                               | Ai Subeki Mirai e                                   |
| 2010 | 24º Japan Gold Disc Award                   | 5 Melhores Músicas                              | Futatsu no Kuchibiru                                |
| 2010 | 24º Japan Gold Disc Award                   | Melhores Music Videos                           | Exile Live Tour "Exile Perfect Live 2008"           |
| 2010 | 43º Best Hits Kayosai                       | Melhor Artista                                  | (Vencedor)                                          |
| 2010 | 52º Japan Record Award                      | Prêmio Japan Record Award                       | I Wish For You (Vencedor)                           |
| 2010 | 52º Japan Record Award                      | Melhores Obras                                  | I Wish For You (Vencedor)                           |
| 2010 | MTV Video Music Awards Japan                | Vídeo do Ano                                    | Futatsu no Kuchibiru (Vencedor)                     |
| 2010 | MTV Video Music Awards Japan                | Álbum do Ano                                    | Aisubeki Mirai e (Vencedor)                         |
| 2010 | MTV Video Music Awards Japan                | Ícone MTV                                       | (Vencedor)                                          |
| 2010 | Billboard Japan Music Awards                | Artista do Ano                                  | (Vencedor)                                          |
| 2010 | Billboard Japan Music Awards                | Álbum do Ano                                    | Ai Subeki Mirai e (Vencedor)                        |
| 2010 | Billboard Japan Music Awards                | Melhores Artistas Pop                           | -                                                   |
| 2010 | Space Shower Music Awards                   | Melhor filmagem de Video                        | Futatsu no Kuchibiru (Vencedor)                     |
| 2011 | 25º Japan Gold Disc Award                   | 5 melhores Álbuns                               | Fantasy                                             |
| 2011 | 25º Japan Gold Disc Award                   | 5 Melhores Músicas por Download                 | Motto Tsuyoku                                       |
| 2012 | 26º Japan Gold Disc Award                   | 5 melhores Álbuns                               | Negai no Tou                                        |
| 2012 | MTV Video Music Awards Japan                | Vídeo do Ano                                    | Rising Sun (Vencedor)                               |
| 2012 | Billboard Japan Music Awards                | Melhores Artistas Pop                           |                                                     |
| 2013 | 27º Japan Gold Disc Award                   | 5 melhores Álbuns                               | Exile Japan/Solo                                    |
| 2013 | 27º Japan Gold Disc Award                   | Melhores Music Videos                           | Exile Tribe Live Tour 2012 〜Tower Of Wish〜        |
| 2013 | 27º Japan Gold Disc Award                   | Melhores Music Videos                           | Exile Live Tour 2011 Tower Of Wish 〜Negai no Tou〜 |
| 2013 | 55º Japan Record Award                      | Prêmio Japan Record Award                       | Exile Pride ~Konna Sekai wo Aisurutame~ (Vencedor)  |
| 2013 | 55º Japan Record Award                      | Melhores Obras                                  | Exile Pride ~Konna Sekai wo Aisurutame~ (Vencedor)  |
| 2013 | Billboard Japan Music Awards                | Melhores Artistas Pop                           |                                                     |
| 2014 | 27º Japan Gold Disc Award                   | 5 melhores Álbuns                               | Exile Best Hits -Love Side/Soul Side-               |
| 2014 | MTV Video Music Awards Japan                | Vídeo do Ano                                    | Exile Pride ~Konna Sekai wo Aisurutame~ (Vencedor)  |
| 2016 | RecoChoku Keitai Ranking                    | Keitai Artist Ranking                           | 1º Lugar                                            |

## Discografia

### Álbuns
| #  | Nome                       | Data       | Máxima posição (Oricon Ranking) | Venda da primeira semana | Vendas    |
| -- | -------------------------- | ---------- | ------------------------------- | ------------------------ | --------- |
| 1  | Our Style                  | 2002-03-06 | #5                              | 110,010                  | 291,000   |
| 2  | Styles of Beyond           | 2003-02-13 | #1                              | 145,102                  | 430,000   |
| 3  | Exile Entertainment        | 2003-12-03 | #1                              | 395,257                  | 1,170,600 |
| 4  | Asia                       | 2006-03-29 | #1                              | 280,371                  | 519,757   |
| 5  | Exile Evolution            | 2007-03-07 | #1                              | 300,323                  | 738,466   |
| 6  | Exile Love                 | 2007-12-12 | #1                              | 670,478                  | 1,470,959 |
| 7  | Ai Subeki Mirai e          | 2009-12-02 | #1                              | 730,000                  | 1,299,235 |
| 8  | Negai no Tou               | 2011-03-09 | #1                              | -                        | 760,341   |
| 9  | EXILE JAPAN/Solo           | 2012-01-01 | #1                              | -                        | 767,274   |
| 10 | 19 -Road to AMAZING WORLD- | 2015-03-25 | #1                              | -                        | 283,862   |
| 11 | STAR OF WISH               | 2018-07-25 | #1                              | -                        | -         |

### Singles
| #  | Título                                                                              | Data       | Máxima posição | Máxima posição  | Vendas    | Álbum                                        |
| #  | Título                                                                              | Data       | Oricon         | Billboard Japan | Vendas    | Álbum                                        |
| -- | ----------------------------------------------------------------------------------- | ---------- | -------------- | --------------- | --------- | -------------------------------------------- |
| 1  | Your Eyes Only: Aimai na Boku no Katachi (曖昧なぼくの輪郭)                         | 2001-09-27 | #4             | —               | 249,880   | our style                                    |
| 2  | Style                                                                               | 2001-12-12 | #11            | —               | 112,760   | our style                                    |
| 3  | Fly Away                                                                            | 2002-02-20 | #18            | —               | 31,880    | our style                                    |
| 4  | Song for You                                                                        | 2002-04-17 | #6             | —               | 91,750    | Styles Of Beyond                             |
| 5  | Cross: Never Say Die                                                                | 2002-08-07 | #13            | —               | 38,410    | Styles Of Beyond                             |
| 6  | Ex-style: Kiss You                                                                  | 2002-11-13 | #6             | —               | 92,769    | Styles Of Beyond                             |
| 7  | We Will: Ano Basho de (あの場所で)                                                  | 2003-02-05 | #16            | —               | 32,703    | Styles Of Beyond                             |
| 8  | Breezin': Together                                                                  | 2003-05-28 | #2             | —               | 366,804   | EXILE ENTERTAINMENT                          |
| 9  | Let Me Luv U Down feat. Zebra & Maccho                                              | 2003-07-09 | #3             | —               | 64,854    | EXILE ENTERTAINMENT                          |
| 10 | Choo Choo Train                                                                     | 2003-11-06 | #2             | —               | 286,812   | EXILE ENTERTAINMENT                          |
| 11 | Eternal...                                                                          | 2003-11-12 | #7             | —               | 46,762    | EXILE ENTERTAINMENT                          |
| 12 | ki・zu・na                                                                          | 2003-11-19 | #5             | —               | 40,468    | EXILE ENTERTAINMENT                          |
| 13 | O'ver                                                                               | 2003-11-27 | #7             | —               | 33,822    | EXILE ENTERTAINMENT                          |
| 14 | Carry On / Unmei no Hito (運命のヒト)                                               | 2004-05-12 | #2             | —               | 233,120   | PERFECT BEST                                 |
| 15 | Real World                                                                          | 2004-06-30 | #1             | —               | 125,809   | PERFECT BEST                                 |
| 16 | Heart of Gold                                                                       | 2004-08-18 | #4             | —               | 93,873    | Heart of Gold: Street Future Opera Beat Pops |
| 17 | Hero                                                                                | 2004-12-01 | #2             | —               | 181,997   | PERFECT BEST                                 |
| 18 | Exit                                                                                | 2005-08-24 | #2             | —               | 195,004   | ASIA                                         |
| 19 | Tada...Aitakute (ただ…逢いたくて)                                                   | 2005-12-14 | #1             | —               | 562,196   | ASIA                                         |
| 20 | Yes!                                                                                | 2006-03-01 | #1             | —               | 92,622    | ASIA                                         |
| 21 | Everything                                                                          | 2006-12-06 | #2             | —               | 153,065   | EXILE EVOLUTION                              |
| 22 | Lovers Again                                                                        | 2007-01-17 | #2             | —               | 257,393   | EXILE EVOLUTION                              |
| 23 | Michi (道)                                                                          | 2007-02-14 | #1             | —               | 112,106   | EXILE EVOLUTION                              |
| 24 | Summer Time Love                                                                    | 2007-05-16 | #3             | —               | 132,824   | EXILE LOVE                                   |
| 25 | Toki no Kakera / 24 karats: type EX (時の描片 ～トキノカケラ～)                     | 2007-08-29 | #2             | —               | 141,161   | EXILE LOVE                                   |
| 26 | I Believe                                                                           | 2007-11-21 | #3             | —               | 142,228   | EXILE LOVE                                   |
| 27 | Pure / You're my sunshine                                                           | 2008-02-27 | #2             | #2              | 160,605   | EXILE CATCHY BEST                            |
| 28 | The Birthday: Ti Amo                                                                | 2008-09-24 | #1             | #1              | 301,856   | Ai Subeki Mirai e                            |
| 29 | Last Christmas                                                                      | 2008-11-26 | #1             | #1              | 200,255   | EXILE BALLAD BEST                            |
| 30 | The Monster ~Someday~                                                               | 2009-04-15 | #1             | #1              | 269,105   | Ai Subeki Mirai e                            |
| 31 | The Hurricane ~Fireworks~                                                           | 2009-07-22 | #1             | #1              | 273,898   | Ai Subeki Mirai e                            |
| 32 | The Generation ~Futatsu no Kuchibiru (ふたつの唇)~                                  | 2009-11-11 | #2             | #2              | 288,454   | Ai Subeki Mirai e                            |
| 33 | FANTASY                                                                             | 2010-06-09 | #1             | #1 (Victory)    | 473,051   | Negai no Tou                                 |
| 34 | Motto Tsuyoku (もっと強く)                                                          | 2010-09-15 | #1             | #1              | 230,564   | Negai no Tou                                 |
| 35 | I Wish For You                                                                      | 2010-10-06 | #2             | #2              | 276,875   | Negai no Tou                                 |
| 36 | Each Other's Way ~Tabi no Tochuu (旅の途中)~                                        | 2011-02-09 | #1             | #1              | 119,419   | Negai no Tou                                 |
| 37 | Rising Sun/Itsuka Kitto... (いつかきっと…)                                          | 2011-09-14 | #1             | #1 (Rising Sun) | 317,630   | EXILE JAPAN/Solo                             |
| 38 | Anatae (あなたへ)/Ooo Baby                                                          | 2011-11-23 | #2             | #1 (Anatae)     | 151,551   | EXILE JAPAN/Solo                             |
| 39 | ALL NIGHT LONG                                                                      | 2012-06-20 | #1             | #2              | 242,290   | 19 -Road to AMAZING WORLD-                   |
| 40 | BOW & ARROWS                                                                        | 2012-07-25 | #2             | #2              | 117,334   | 19 -Road to AMAZING WORLD-                   |
| 41 | EXILE PRIDE ~Konna Sekai wo Aisuru Tame (こんな世界を愛するため)~                   | 2013-04-03 | #1             | #2              | 1,016,992 | 19 -Road to AMAZING WORLD-                   |
| 42 | Flower Song                                                                         | 2013-06-19 | #2             | #2              | 126,405   | 19 -Road to AMAZING WORLD-                   |
| 43 | No Limit                                                                            | 2013-09-25 | #2             | #2              | 95,205    | 19 -Road to AMAZING WORLD-                   |
| 44 | NEW HORIZON                                                                         | 2014-07-23 | #1             | #1              | 147,572   | 19 -Road to AMAZING WORLD-                   |
| 45 | Jounetsu no Hana (情熱の花)                                                         | 2015-03-04 | #2             | #4              | 73,956    | 19 -Road to AMAZING WORLD-                   |
| 46 | 24karats GOLD SOUL                                                                  | 2015-08-19 | #3             | #5              | 103,021   | STAR OF WISH                                 |
| 47 | Ki・mi・ni・mu・chu                                                                 | 2015-12-09 | #2             | #2              | 123,642   | STAR OF WISH                                 |
| 48 | Joy-ride ~Kanki no Drive~ (~歓喜のドライブ~)                                        | 2016-08-17 | #2             | #2              | -         | STAR OF WISH                                 |
| 49 | Ai no Tame ni (愛のために) ~for love, for a child~/Shunkan Eternal (瞬間エターナル) | 2020-01-01 | #2             | #7              | -         | TBA                                          |
| 50 | SUNSHINE                                                                            | 2020-12-16 |                |                 | -         | TBA                                          |
| 51 | PARADOX                                                                             | 2021-04-27 |                |                 | -         | TBA                                          |

#### Singles Digitais
| # | Título                           | Data       | Máxima posição  | Álbum             |
| # | Título                           | Data       | Billboard Japan | Álbum             |
| - | -------------------------------- | ---------- | --------------- | ----------------- |
| 1 | THE NEXT DOOR                    | 2009-02-17 | -               | Ai Subeki Mirai e |
| 2 | One Wish                         | 2010-06-16 | -               | Negai no Tou      |
| 3 | PARTY ALL NIGHT 〜STAR OF WISH〜 | 2018-02-02 | #6              | STAR OF WISH      |
| 4 | Melody                           | 2018-03-02 | #9              | STAR OF WISH      |
| 5 | My Star                          | 2018-04-06 | #7              | STAR OF WISH      |
| 6 | Turn Back Time feat. FANTASTICS  | 2018-05-04 | #11             | STAR OF WISH      |
| 7 | Awakening                        | 2018-06-01 | #17             | STAR OF WISH      |
| 8 | STEP UP                          | 2018-07-06 | #28             | STAR OF WISH      |

#### Colaborações
| # | Colaborador | Nome          | Data       | Máxima posição Oricon | Vendagem |
| - | ----------- | ------------- | ---------- | --------------------- | -------- |
| 1 | Glay        | Scream        | 2005-07-20 | #1                    | 545,095  |
| 2 | Kumi Koda   | Won't Be Long | 2006-11-22 | #2                    | 235,476  |

#### Outros singles
| # | Nome | Data       |
| - | --- | ---------- |
| 1 | Song Soldier: Ashita no Senshi (ソングソルジャー～明日の戦士～, Song Soldier: Tomorrow's Soldier)Um single com os cinco finalistas da audição de 2006 (sob o nome "Dreamers: Exile Vocal Battle Audition Finalist". | 2007-03-07 |

### Coletâneas
| # | Nome                                      | Data       | Máxima posição | Vendagem da primeira semana | Vendagem  |
| - | ----------------------------------------- | ---------- | -------------- | --------------------------- | --------- |
| 1 | Single Best                               | 2005-01-01 | #1             |                             |           |
| 2 | Select Best                               | 2005-01-01 | #1             |                             |           |
| 3 | Perfect Best                              | 2005-01-01 | #1             | 970,126                     | 1,438,889 |
| 4 | Exile Catchy Best                         | 2008-03-26 | #1             | 680,162                     | 1,232,066 |
| 5 | Exile Entertainment Best                  | 2008-07-23 | #1             | 400,038                     | 609,536   |
| 6 | Exile Ballad Best                         | 2008-12-03 | #1             | 943,901                     | 1,772,973 |
| 7 | Exile Perfect Year 2008 Ultimate Best Box | 2009-03-25 | #27            | 6,115                       | 7,300     |
| 8 | Extreme Best                              | 2016-09-27 | #2             | -                           | -         |

### Outros álbuns
| # | Nome | Data       | Máxima posição | Vendagem |
| - | --- | ---------- | -------------- | -------- |
| 1 | The Other Side of Ex Vol. 1                                                                                                  | 2003-09-10 | #5             | -        |
| 2 | Appreciation to the Million Breakthrough (祝ミリオン・初回アルバム ３枚組 Box Set: Appreciation to the Million Breakthrough) | 2004-03-31 | #55            | -        |
| 3 | Heart of Gold: Street Future Opera Beat Pops                                                                                 | 2004-09-29 | #1             | 460,000  |